# Velyka Mykhaïlivka
Velyka Mykhaïlivka (ukrainien : Вели́ка Миха́йлівка, russe : Вели́кая Миха́йловка) est une commune urbaine de l'oblast d'Odessa, en Ukraine. Elle compte 5 396 habitants en 2021.